# Sammy Adams
Sammy Adams, né Samuel Adams Wisner le 14 août 1987 à Boston, dans le Massachusetts, est un rappeur et compositeur américain.

## Biographie

### Boston's Boy(2010)
Pendant deux ans, Adams enregistre de nombreuses chansons. En septembre 2009, il publie I Hate College (Remix), un remix du titre I Love College du rappeur Asher Roth, sur YouTube. La vidéo compte 7,6 millions visionnages en septembre 2013. Il publie les titres Kimber, Poker Face Remix, Hard Shit, Opening Day, et Rollin, qui comptent au total plus de 2 millions de visionnages en septembre 2012. Il publie par la suite son premier EP Boston's Boy, qui atteint les classements hip-hop sur iTunes grâce au succès du titre Driving Me Crazy,. Le premier EP d'Adams, Boston's Boy est publié le 4 mars 2010 au label 1st Round Records, et atteint la 73e place du Billboard 200 ainsi que la première place sur iTunes. L'album est bien accueilli par la presse spécialisée. L'album est félicité de par ses beats, ses paroles, et sa touche générale de comédie. Le 13 juillet 2010, quatre nouvelles chansons sont publiées par Adams pour une version « deluxe » de Boston's Boy, incluant Still I Rise, See Me Now, Fly Jets Over Boston et Just Sayin'. Deux de ces titres, Still I Rise et Fly Jets Over Boston, fait participer G. Curtis et Curren$y, respectivement. G. Curtis signe plus tard au label, et Curren$y avait travaillé pour Adams.
Adams termine sa deuxième mixtape, Party Records Mixtape, à Londres et la publie en septembre 2010. Toujours en septembre 2010, Adams est appréhendé pendant un spectacle à la Kansas State University. Adams criera « Nique la police! »

### RCA et premier album (depuis 2011)
Adams joue au festival Lollapalooza de Chicago en août 2011. À la fin de 2011, Adams signe au label RCA Records de Sony. Après la publication de son single Blow Up, il publie Summertime en mars 2012. Il apparaît pour la première fois à la télévision dans le talk-show Conan avec Conan O'Brien en janvier 2012 et y joue son single Blow Up. Un troisième single, Only One, est publié en avril 2012. Only One est le premier titre d'Adams à recevoir de l'attention des chaînes de radio. Teen Vogue nomme rapidement Adams l'un des cinq « artistes à surveiller » en 2012, et Artist Direct attribue une note de quatre étoiles sur cinq au single. Only One est joué dans une publicité pour les Jeux olympiques d'été 2012 d'AT&T avec Alex Morgan.
Le 1er août 2012, EW annonce la présence d'Adams dans la série dramatique 90210. Adams publie un nouveau single All Night Longer le 21 août 2012. En octobre 2012, il participe à une émission de télé-réalité allemande Berlin Tag und Nacht. Au printemps 2012, Adams lance sa tournée All Night Longer. Le 10 mai 2013, le single principal d'Adams extrait de son premier album est publié. Le single s'intitule L.A. Story et fait participer Mike Posner, ainsi que le chanteur du groupe OneRepublic Ryan Tedder à la production. Le titre est publié sur iTunes le 28 mai, et est diffusé au Mainstream Top 40 le 4 juin 2013. En 2015, Adams se sépare du label RCA Records après trois ans.

## Vie privée
Né Samuel Adams Wisner le 14 août 1987 à Cambridge, dans le Massachusetts, Adams est fils de Kata Hull et Chuck Wisner. Ses parents l'emmènent à Wayland, dans le Massachusetts, pour ses cours au lycée. Adams étudie ensuite à la Beaver Country Day School avant son transfert à la Wayland High School. Plus tard, il étudie aux Hobart and William Smith Colleges pendant deux ans, puis à la Trinity College de Hartford, dans le Connecticut, où il est diplômé en science politique. Wisner joue du football à la Trinity College, puis est nommé capitaine. Pendant un concert caritatif dans le New Jersey le 23 mars 2013, Adams s'évanouit pendant une performance et est pris en charge par les paramedics.

## Discographie

### EPs
- 2010 : Boston's Boy
- 2013 : Homecoming

### Mixtapes
- 2010 : Boston's Opening Day
- 2010 : Party Records
- 2011 : Into the Wild
- 2012 : OK COOL
- 2014 : WIZZY